# ألبونيس (بافيا)
ألبونيس (بالإيطالية: Albonese) هي بلدة تقع في مقاطعة بافيا بإقليم لومبارديا في شمال إيطاليا. تبلغ مساحة هذه المدينة 4.3 (كم²)، وترتفع عن سطح البحر 113 م، بلغ عدد سكانها 492 نسمة في عام 2004 حسب إحصاء المعهد الوطني للإحصاء.

## السكان
تطور النمو السكاني لـ ألبونيس (بافيا)